# Чирш-Сірма
Чирш-Сірма́ (рос. Чирш-Сирма, чув. Чăрăшçырма) — присілок у складі Урмарського району Чувашії, Росія. Входить до складу Ковалинського сільського поселення.
Населення — 88 осіб (2010; 115 у 2002).
Національний склад:
- чуваші — 93 %